# Толстов, Георгий Павлович
Георгий Павлович Толстов (9 августа ст.ст.1911, Павловск, Российская империя — 9 августа 1981, Москва, Советский Союз) — советский математик, специалист в области теории функций, принадлежит к школе Н. Н. Лузина. Доктор физико-математических наук (1949), профессор (1949), инженер-полковник.

## Биография
Родился в г. Павловске. В 1937 окончил механико-математический факультет МГУ (1937), а в 1940 году аспирантуру. В октябре 1941 года призван в Красную армию.
Участник Великой Отечественной войны. В 1939/1940 учебном году работал штатным ассистентом кафедры высшей математики Московского химико-технологического института им. Д. И. Менделеева.
Кандидат физико-математических наук (1940). Тема кандидатской диссертации «Метод Перрона в интеграле Данжуа». Доктор физико-математических наук (1949).
С 1946 по 1964 год работал преподавателем, старшим преподавателем, начальником кафедры в военной академии. В сентябре 1964 года зачислен в кадры органов госбезопасности и откомандирован в распоряжение Высшей школы КГБ. С 1964 по 1973 год профессор кафедры высшей математики технического факультета ВШ. С 1973 по 1981 год профессор кафедры СК-13 технического факультета.
Профессор кафедры теории функций и функционального анализа механико-математического факультета (1957—1981). Работал в МГУ с 1954 г.
Область научных интересов: теория функций, дифференциальные уравнения в частных производных.
Похоронен на Введенском кладбище.

## Труды
- «Мера и интеграл» (1976),
- учебник «Курс математического анализа. В 2-х т.» (1954),
- учебное пособие «Элементы математического анализа. В 2-х т.» (1965—1966).

## Награды и звания
- Заслуженный деятель науки РСФСР.
- орден Отечественной войны 1 и 2 степени,
- орден Знак Почета,
- медали,
- нагрудный знак «За отличные успехи в области высшего образования».

## Семья
- Дед — Сергей Евла́мпиевич Толсто́в.
- Отец — Толстов Павел Сергеевич[3].
- дядя (по отцу) — Владимир Сергеевич Толстов.